# Mikušovce (okres Ilava)
Mikušovce jsou obec na Slovensku v okrese Ilava v Trenčínském kraji. Žije v nich přibližně 1 000 obyvatel. V obci stojí moderní římskokatolický kostel zasvěcený svatému Gorazdovi a kaple z roku 1906. V obci je základní škola.
Mikušovce leží v severní části Bílých Karpat uprostřed údolí Červeného Kamene. Mikušovské soutěsky s názvem Skalice jsou od roku 1970 přírodní památkou. Našlo se zde hradiště lužické a púchovské kultury, tři pohřebiště z mladší doby bronzové a z halštatské doby, dále hromadný nález bronzů z mladší doby bronzové. Mikušovce patřily k panství Vršatec, část pozemků patřila rodině Bartů.

## Obyvatelstvo

### Etnické složení
- Slováci 95,91 %
- Češi 1,17 %

### Náboženské složení
- Římští katolíci 95,32 %
- Bez vyznání 0,29 %
- Evangelíci a.v. 0,68 %